# David K.E. Bruce
David K.E. Bruce, właśc. David Kirkpatrick Este Bruce (ur. 12 lutego 1898 w Baltimore, zm. 5 grudnia 1977 w Waszyngtonie) – amerykański dyplomata i polityk. Był ambasadorem Stanów Zjednoczonych we Francji, Niemczech i Wielkiej Brytanii.

## Odznaczenia
- Prezydencki Medal Wolności z wyróżnieniem (1976)[2]
- Medal Departamentu Obrony za Wybitną Służbę Publiczną (1976)[3]